# Doriath
Doriath byla říše Sindar (Šedých elfů) v Tolkienově Středozemi. Vládl jí král Thingol. Byla nazývána opásaná země (Dor-iath), protože královna Melian, jedna z Maiar, ji obklopila pásmem kouzel, přes něž nemohl proniknout nikdo bez Thingolova svolení.
Doriath byla země lesů, které obklopovaly řeku Sirion. Nacházely se zde tři rozlehlé lesy: Neldoreth (Taur-na-Neldor) na sever od Sirionu, Nivrim na západě a Region, hlavní les v království a mimo Melianin pás lesy Brethil a Nan Elmoth. Král Thingol, jenž byl i králem všech Sindar, považoval za svou zemi vše od Gelionu po moře Belegaer.

## Vznik
Při Velké pouti elfů do Valinoru se Elu Thingol ztratil v lese Nan Elmoth. Část jeho lidu na něj čekala, ale část vedená jeho bratrem Olwëm se s pomocí Ulma doplavila do Valinoru. Když Thingol konečně vyšel z lesa, založil s Melian, svou novou manželkou, říši, která se tehdy jmenovala Eglador (Země opuštěných nebo Země elfů). Melianin pás vznikl později, až když říši začaly napadat Morgothovy stvůry, hlavně skřeti. Pod jeho ochranu se stáhlo mnoho z lidu Sindar a po první bitvě v Beleriandu také mnoho Laiquendi.
Trpaslíci z Belegostu a Nogrodu vyhloubili síně Menegrothu, jenž se stal hlavním centrem říše.

## Příchod Noldor
Když na začátku prvního věku přišli Noldor do Beleriandu, zakázal jim Thingol vstoupit do Doriathu s výjimkou Finarfinova domu, jenž byl spřízněn s jeho bratrem Olwëm. Lidem to později také nedovolil, jenom lid Haladin se mohl usídlit v lese Brethil, což se stalo na žádost Finroda.

## Lidé v Doriathu
První, kdo bez dovolení prošel Melianiným pásem, byl Beren, syn Barahirův, z Beorova domu. Dostal se do Neldorethu, tam potkal Lúthien a navzájem se do sebe zamilovali. Později Melianin pás překročil vlk Carcharoth, ale Thingol, Beren, kapitáni Beleg a Mablung a pes Huan ho ulovili a zabili.
Túrin zde žil, když byl mladý, po nějaké době však utekl, protože zabil jednoho z elfů, který ho urazil. Nevrátil se ani na prosby přítele Belega. Později zde žila jeho matka Morwen a sestra Nienor, dokud se ho nevydaly hledat do Nargothrondu.

## Pád Doriathu
Húrin přinesl do království poklad z Nargothrondu včetně Nauglamíru, trpasličího náhrdelníku. Thingol dostal nápad spojit krásu silmarilu a Nauglamíru. Pozval si trpaslíky, aby mu vsadili silmaril do Nauglamíru, těm se však klenot zalíbil. Zabili Thingola a ukradli náhrdelník. Melian po smrti svého manžela z Doriathu odešla a s ní i její ochranný pás. Daleko se ale trpasličtí řemeslníci nedostali, kromě dvou byli při útěku povražděni. K ostatním trpaslíků se donesla zpráva, že Thingol jim nechtěl vydat odměnu a zabil je. Trpaslíci z Nogrodu vyslali vojsko, jež ukradlo náhrdelník a vyplenilo Doriath. Při cestě zpátky však byli všichni postříleni Zelenými elfy z Ossiriandu. Lúthien a Beren dostali klenot.
Po smrti Berena a Lúthien se silmaril a Nauglamír dostaly do rukou Diora, jejich syna a dědice trůnu. O tom se však dozvěděli Fëanorovi synové a vyplenili Doriath. Dior a Fëanorovi synové Celegorm, Caranthir a Curufin byli zabiti, zbylý doriathský lid opustil zničenou říši a odešel do Sirionských přístavů.
Když na konci prvního slunečního věku Válka hněvu rozervala Beleriand, Doriath poklesl spolu s dalšími zeměmi do moře.